# Organ²/ASLSP

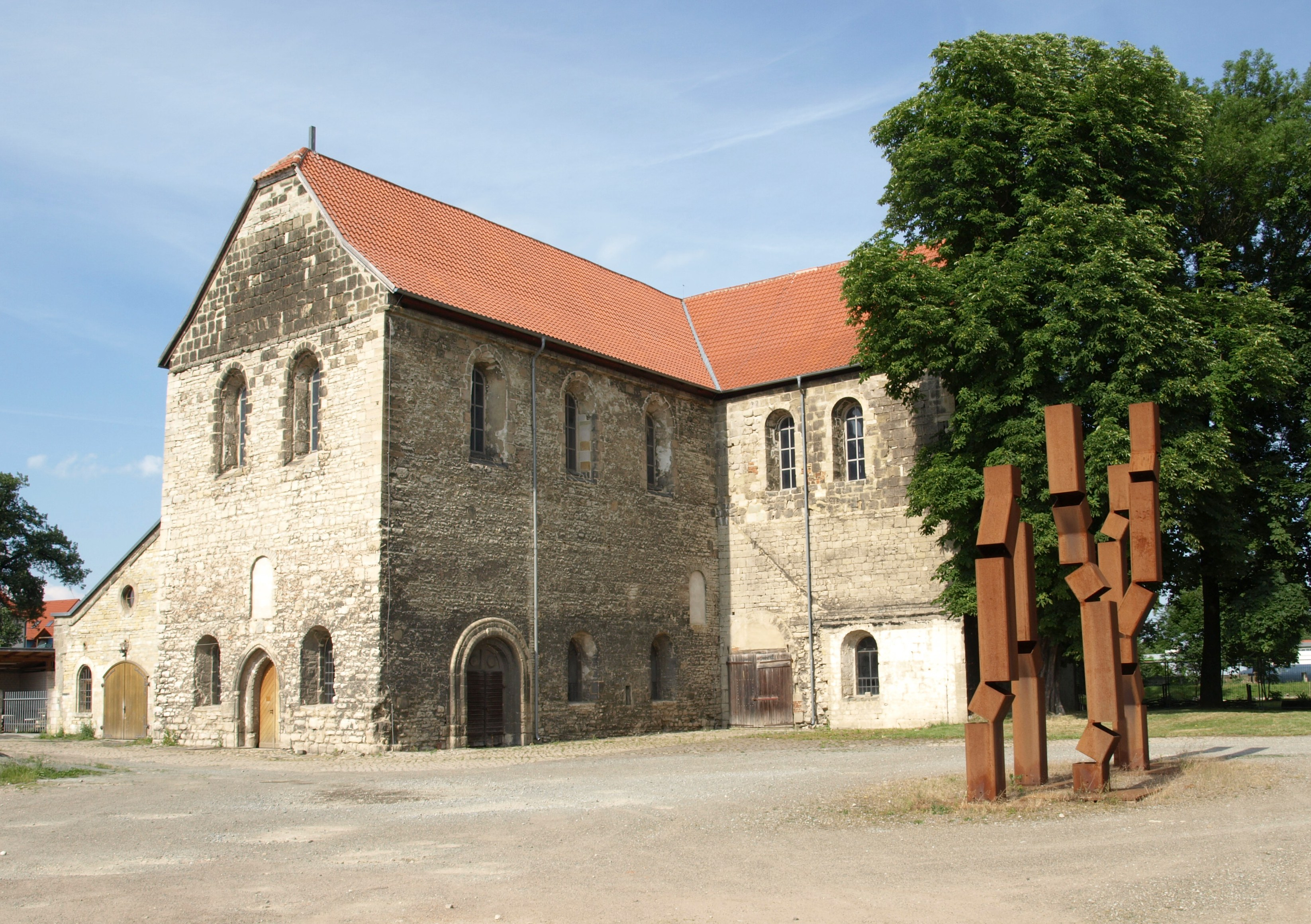
La chiesa di Sankt-Burchardi ad Halberstadt, in Germania, dove è in corso dal 2001 un'esecuzione del brano destinata a terminare nel 2640

Organ²/ASLSP, in cui la sigla ASLSP significa As SLow aS Possible, cioè Il più lento possibile, è un brano musicale per organo del compositore sperimentale John Cage, composto nel 1987. Questa opera è caratterizzata dal fatto che l'autore non diede mai indicazioni su che durata dovesse avere; per tale motivo si tratta del soggetto di una delle esibizioni musicali più lunghe esistenti in assoluto. È l'adattamento per organo di un omonimo brano per pianoforte del 1985, dello stesso compositore, che poteva durare dai venti ai settanta minuti.
Nel 2001, nella chiesa di Sankt-Burchard ad Halberstadt, in Germania, ha avuto inizio un'esecuzione del brano che sarebbe destinata a durare 639 anni, concludendosi nel 2640.
Nel 2025 Francesco Pio Gennarelli ha realizzato una esecuzione di 25 ore battendo il precedente world record  

## Storia
Il brano fu composto nel 1987 da John Cage per il concorso pianistico "Creative and Performing Arts" organizzato dal Friends of the Maryland Summer Institute come pezzo contemporaneo. Nella partitura del brano, lunga otto pagine, Cage non indicò un tempo musicale, lasciando così libertà di suonarlo a qualsiasi velocità a discrezione dell'esecutore; tuttavia il titolo suggerisce un'esecuzione lentissima, con durata quasi tendente all'infinito. La partitura del brano è divisa in otto sezioni, una delle quali, tuttavia, secondo le indicazioni dello stesso Cage, non deve essere suonata e deve essere sostituita con un'altra delle altre sette sezioni, che sarà quindi eseguita due volte; quale parte saltare e quale ripetere è lasciato alla scelta di chi suona.
Scopo del compositore era fornire ai giudici del concorso musicale una pausa dalla monotonia della maggior parte delle composizioni, tutte eseguite con tempi stabiliti.
ASLSP è l'adattamento per organo di un brano omonimo concepito per essere suonato con il pianoforte in un tempo variabile i 20 e i 70 minuti, tenuto conto che sui pianoforti la durata delle note e degli accordi toccati è limitata dal tempo di vibrazione delle corde dello strumento, a differenza di quanto avviene negli organi, in cui le note possono teoricamente essere infinite, potendo durare finché si continua ad immettere aria nelle canne.

## L'esecuzione di Halberstadt

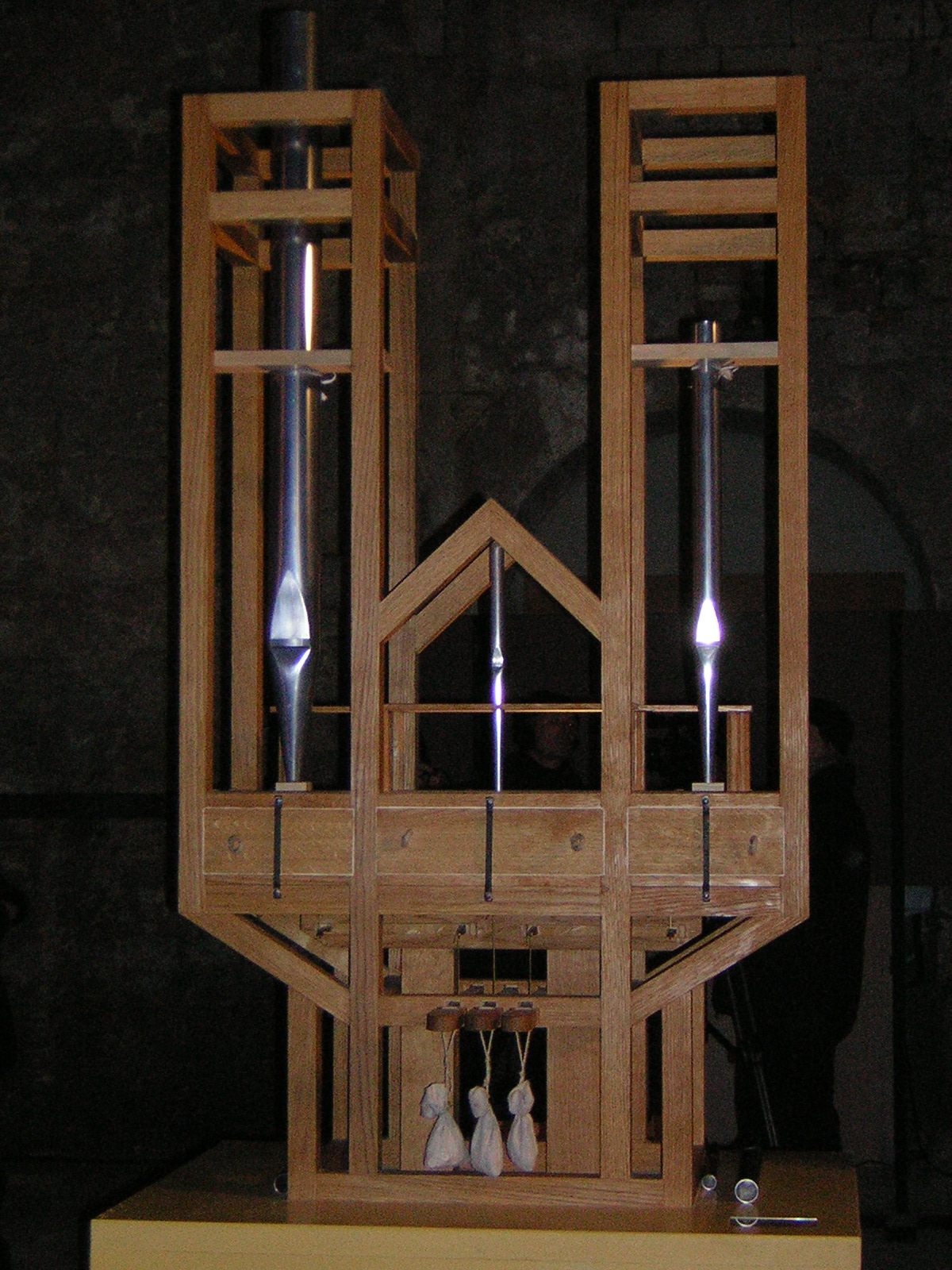
L'organo di Halberstadt

Durante una conferenza di musicisti e filosofi avvenuta nel 1997, venne discussa la possibilità di portare all'estremo l'indicazione di Cage, suonando Organ²/ASLSP in un modo che fosse letteralmente "il più lento possibile" su un organo. Da ciò scaturì un progetto per realizzare un'esecuzione del brano che avesse la durata di 639 anni, valore scelto per commemorare la prima installazione permanente documentata di un organo, che avvenne nel 1361 nella cattedrale di Halberstadt, ovvero 639 anni prima della data in cui era originalmente previsto l'inizio dell'esecuzione.
Per il progetto fu costruito appositamente un nuovo organo, completato nel 2001, proprio nella chiesa di Halberstadt dedicata a San Burchardi (che, dopo anni di inutilizzo, fu deciso di preservare e non demolire a tale scopo), dove è stato collocato nel transetto destro, con il mantice che fornisce costantemente aria alle canne posto sulla sinistra. Poiché lo strumento, da allora, suona ininterrottamente 24 ore su 24 per 7 giorni su 7, è stato messo all'interno di un cubo di vetro acrilico per ridurne il volume e consentire la normale fruizione dello spazio della chiesa. Per suonare le lunghissime note vengono impiegati sacchetti di sabbia posizionati sui pedali dell'organo, spostati in date e orari prestabiliti per rispettare l'esatta partitura del brano ed il tempo di esecuzione scelto. Il concerto può essere ascoltato in streaming sul sito web dedicato alla performance.
L'esecuzione del brano ha avuto inizio il 5 settembre 2001 (89º anniversario della nascita del compositore, scomparso nel 1992) con una pausa, durata 17 mesi; il 5 febbraio 2003 è stato toccato il primo accordo, che è stato poi suonato ininterrottamente fino al 5 luglio 2005. Inizialmente l'organo disponeva di sole sei canne. Alle 15:33 del 5 luglio 2008, al termine di un accordo iniziato il 5 gennaio 2006, furono aggiunte due nuove canne per consentire di suonare la nota successiva. Il 5 luglio 2012 furono aggiunte altre due canne d'organo. Gli ultimi due cambi di nota sono avvenuti il 5 ottobre 2013 e il 5 settembre 2020. Tenendo conto del tempo d'esecuzione scelto, sarebbe previsto che la performance si concluda il 5 settembre 2640, dopo 639 anni.

## Altre esecuzioni di ASLSP
Il 5 febbraio 2009 Diane Luchese eseguì uno spezzone di Organ²/ASLSP durato dalle 8:45 alle 23:41 nella Harold J. Kaplan Concert Hall (presso la Towson University). Questa esibizione, durata 14 ore e 56 minuti, viene considerata la più lunga esecuzione del brano da parte di una sola persona, sebbene il musicista Joe Drew avesse realizzato, nel 2008, una versione durata 24 ore dello stesso brano al festival ARTSaha!. Drew eseguì altre volte il brano meno lentamente (impiegando dalle nove alle dodici ore) e dichiarò di essere intenzionato ad eseguirlo in modo tale da farlo durare 48 ore.
Il 5 settembre 2012, come parte del John Cage Day (la celebrazione dell'anniversario della nascita di Cage) tenuto all'Università di Adelaide, in Australia, Stephen Whittington eseguì una versione del brano durata otto ore con l'organo della Elder Hall. Le otto sezioni del brano furono fatte durare un'ora ciascuna e divise in segmenti di un minuto e non furono posti vincoli alla durata delle note. Durante l'esecuzione vennero suonate sette sezioni, con una che venne omessa ed un'altra ripetuta rispetto alle otto originali, come indicato dall'autore. La registrazione dell'organo è stata determinata con una procedura casuale.
Il 4 marzo 2025 Gennarelli Francesco Pio esegui il brano in 25 ore, realizzando il nuovo world record.

## Performance complete
| Performer(s)             | Duration in hours | Start time           | Location                                           | Notes |
| ------------------------ | ----------------- | -------------------- | -------------------------------------------------- | --- |
| Francesco Pio Gennarelli | 25.003            | 2025, Marzo 4, 14:10 | Streamed Live on YouTube from Middlesex University | La performance è stata trasmessa in diretta ed era possibile assistervi in qualsiasi momento. L'intera esecuzione è disponibile su YouTube. Attualmente detiene il record per la più lunga esecuzione dal vivo di un singolo brano musicale eseguita da un essere umano. |